# Stóra Skógfell
Stóra Skógfell är en kulle i republiken Island. Den ligger i regionen Suðurnes, 40 km sydväst om huvudstaden Reykjavík. Toppen på Stóra Skógfell är 189 meter över havet, eller 98 meter över den omgivande terrängen. Bredden vid basen är 1,3 km.
Runt Stóra Skógfell är det mycket glesbefolkat, med 5 invånare per kvadratkilometer. Närmaste större samhälle är Njarðvík, omkring 12 kilometer nordväst om Stóra Skógfell. Trakten runt Stóra Skógfell består i huvudsak av gräsmarker.